# Proctitis
La proctitis, en medicina, fa referència a la inflamació rectal o inflamació del recte. Aquesta inflamació produeix dolor, molèstia i fins i tot hemorràgia. Aquesta inflamació també pot anar acompanyada de secrecions mucoses o pus.

## Etiologia
Aquesta inflamació es pot desencadenar per diferents processos de l'organisme. Algunes d'aquestes causes són: malalties autoimmunitàries, malalties de transmissió sexual (MTS), substàncies externes a l'organisme i malalties infeccioses d'origen no sexual.

### Malalties autoimmunitàries
Les malalties autoimmunitàries poden desencadenar el quadre inflamatori del recte. Malalties com la colitis ulcerosa o malaltia de Crohn.

### MTS
La poden provocar malalties com herpes simple virus 1 i 2, clamídies, gonorrea i limfogranuloma veneri.

### Infeccions diverses
Aquesta és la causa de proctitis en la majoria d'infants. És provocada pel mateix bacteri que desencadena l'amigdalitis estreptocòccica.

## Simptomatologia
La proctitis es presenta amb un quadre clínic d'inflamació, molèsties anals i secreció de moc o pus en cas avançat. A més a més, hi ha altres signes i símptomes que acompanyen aquest quadre clínic. Símptomes com el tenesme, disquèzia (dolor en defecar), hemorràgia rectal (sang en femta), augment del peristaltisme intestinal.

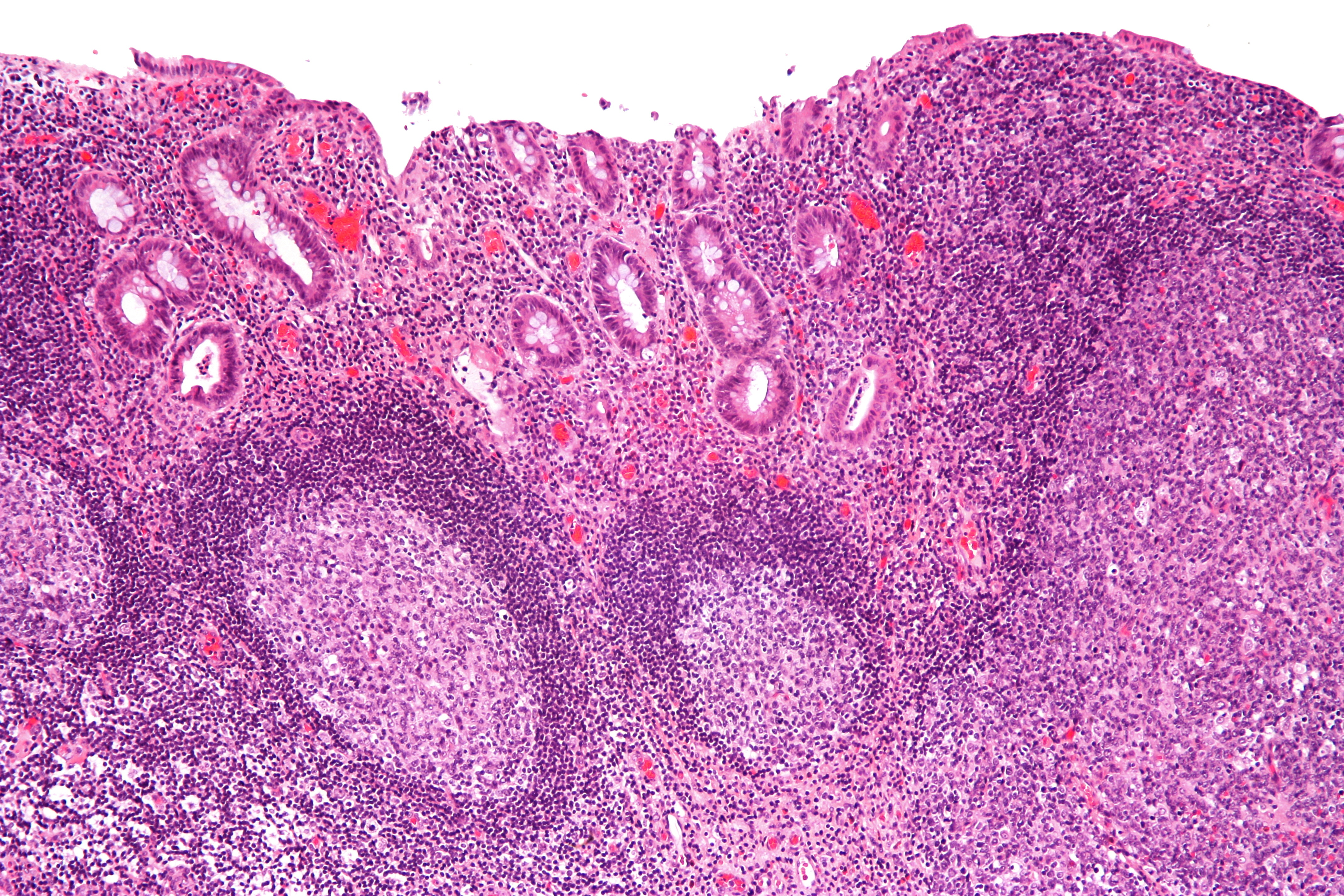
Imatge microscòpica de la proctitis

## Diagnòstic
El diagnòstic d'aquesta patologia es fa mitjançant l'anamnesi, l'exploració clínica, i tota una sèrie de proves complementàries. Les proves complementàrie són coprocultiu, rectoscòpia, sigmoidoscòpia, anàlisis de sang i valoració de marcadors de malalties infeccioses.

## Complicacions
La complicació més freqüent, deguda a l'hemorràgia rectal i quan aquesta persisteix, és l'anèmia (una disminució dels glòbuls vermells a la sang). Els símptomes associats a l'anèmia són pal·lidesa cutània, cansament, debilitat, entre d'altres.
Rarament es pot produir una fístula anal (que consisteix en una connexió anormal entre l'anus i el recte) o una fístula rectovaginal (entre recte i la vagina)

## Tractament
El tractament es basa a detectar la causa subjacent i iniciar el tractament farmacològic i no farmacològic adequat. Generalment, s'utilitzen antibiòtics per tractar la infecció i tractament complementari per controlar signes i símptomes, com analgèsia. Si la proctitis és causada per la malaltia de Crohn o colitis ulcerosa, el metge pot receptar el medicament àcid 5-aminosalicílic (5ASA) o glucocorticoides aplicats directament a la zona en forma d'ènema o supositori, o presos per via oral en forma de pastilles. En cas d'anèmia caldran suplements de ferro i si és molt important una transfusió sanguina.